# قطعنامه ۸۶۴ شورای امنیت
قطعنامه ۸۶۴ شورای امنیت سازمان ملل متحد که در تاریخ ۱۵ سپتامبر ۱۹۹۳ تصویب شد، سندی بین‌المللی دربارهٔ وضعیت در آنگولا است. این قطعنامه طی نشست ۳۲۷۷ام با ۱۵ رای موافق، ۰ مخالف و ۰ ممتنع تصویب شد.